# Yahyâ ibn Hamzah Al-Mu’ayyad
Yahyâ ibn Hamzah Al-Mu'ayyad est un calife zaydite au Yémen de 1328 à 1346, lointain descendant de Ali ar-Rida.

## Généalogie
Il est Yahyâ fils de Hamzah fils de 'Alî fils de Ibrâhîm fils de Yusuf fils de 'Alî fils de Ibrâhîm fils de Muhammad fils de Ahmad fils de Idrîs fils de Ja'far fils de 'Alî fils de Muhammad fils de 'Alî fils de Musa fils de Ja'far fils de Muhammad fils de 'Alî fils de Al-Husayn fils de 'Alî ibn Abî Tâlib et Fâtimah fille du Prophète.

## Biographie
Il était un membre influent de l'élite zaydite, tant sur le plan religieux que politique. Après le décès de l'imam Muhammad ibn Al-Mutahhar Al-Mahdî en 1328, dont le règne fut marqué par la conquête de vastes territoires montagneux tenus par la dynastie des Rassoulides, dont Sanaa, ville très importante d'un point de vue commercial comme politique, Yahyâ Al-Mu'ayyad s'imposa comme la figure suprême des Zaydites et pris rapidement place à Sanaa, alors disputée par d'autres prétendants à la succession de Muhammad ibn Al-Mutahhar. Avec cette ville comme base, il partit en guerre contre les groupes ismaéliens de la tribu Hamdan dans le Wadi Dahr. Quant aux Rassoulides, ils n'étaient pas en mesure de reprendre leurs territoires perdus durent se résoudre à laisser les positions Zaydites tranquilles.
Yahyâ Al-Mu'ayyad mourut en 1346 (ou en 1349 selon une autre version) et fut enterré à Dhamar. À sa mort, Sanaa fut saisie par deux frères d'obédience zaydite : Ibrahim et Dâwud fils de 'Abdi Llâh, qui gouvernèrent la région en tant que gouverneurs sans revendiquer le titre de calife. Leur famille contrôlera Sanaa jusqu'en 1381.

## Ouvrages
L’imam était un érudit de renom et composa le célèbre ouvrage Al-Intisâr 'alâ 'Ulamâ Al-Amsâr, qui est le livre de droit comparé le plus complet issu du Zaydisme, rapportant les divergences des juristes zaydites sur l'ensemble des règles islamiques et leurs arguments légaux, ainsi que les avis des écoles de droit sunnite.
Il rédigea également Ad-Da'wat ul-'Ammah, un ouvrage encourageant à la lutte pour la foi correcte. On disait généralement que le nombre de pages qu'il écrivit était égal au nombre de jours qu'il vécut.